# Li Bingbing
Li Bingbing (n. 27 februarie 1973) este o actriță și cântăreață chineză.

## Filmografie

### Film
| An   | Titlu                                                               | Rol                           | Note       |
| ---- | ------------------------------------------------------------------- | ----------------------------- | ---------- |
| 1994 | Spirit of Cops 警魂                                                 | Shen Fang                     |            |
| 1994 | Qiaoqian Zhixi 乔迁之喜                                             | Juanjuan                      |            |
| 1994 | Red Rose, White Rose 紅玫瑰與白玫瑰                                 | White Rose's friend           | guest star |
| 1995 | Junsao 軍嫂                                                         | Nurse                         | guest star |
| 1998 | Seventeen Years 过年回家                                            | Chen Jie                      |            |
| 1999 | Lüse Rouqing 绿色柔情                                               | Lin Qiaoqiao                  |            |
| 2002 | Purple Butterfly 紫蝴蝶                                             | Tang Yiling                   |            |
| 2003 | Cat and Mouse 老鼠爱上猫                                            | Ding Yuehua                   |            |
| 2003 | Love for All Seasons 百年好合                                       | Li Mochou                     |            |
| 2003 | Silver Hawk 飞鹰                                                    | Jane                          |            |
| 2004 | Waiting Alone 独自等待                                              | Liu Rong                      |            |
| 2004 | A World Without Thieves 天下无贼                                    | Xiaoye                        |            |
| 2004 | Fight for Love 情陷擂台                                             | Ma Lili                       |            |
| 2005 | Wait 'Til You're Older 童梦奇缘                                     | Kwong's mother                | guest star |
| 2005 | Dragon Squad 猛龙                                                   | Yu Ching                      |            |
| 2005 | The Knot 云水谣                                                     | Wang Jindi                    |            |
| 2006 | Linger 蝴蝶飛                                                       | Fu Enjia                      |            |
| 2008 | The Forbidden Kingdom 功夫之王                                      | Ni Chang / White haired witch |            |
| 2009 | The Message 风声                                                    | Li Ningyu                     |            |
| 2010 | The Legend of Silk Boy                                              |                               |            |
| 2010 | Triple Tap 槍王之王                                                 | Anna                          |            |
| 2010 | Detective Dee and the Mystery of the Phantom Flame 狄仁杰之通天帝国 | Shangguan Jing'er             |            |
| 2011 | Snow Flower and the Secret Fan 雪花與秘扇                           | Nina/Lily                     |            |
| 2011 | 1911 辛亥革命                                                       | Xu Zonghan                    |            |
| 2012 | I Do 我愿意                                                         | Tang Weiwei                   |            |
| 2012 | Resident Evil: Retribution                                          | Ada Wong                      |            |
| 2014 | Transformers: Age of Extinction                                     | Su Yueming                    |            |
| 2015 | Zhong Kui: Snow Girl and the Dark Crystal                           |                               | Filmare    |
| 2015 | Resident Evil 6                                                     | Ada Wong                      | Dezvoltare |
| TBA  | 400 Boys                                                            | Lead                          | Filmare    |

### Televiziune
| An   | Titlu                                 | Rol                     | Note |
| ---- | ------------------------------------- | ----------------------- | ---- |
| 1994 | Yilu Denghou 一路等候                 | Du Yuling               |      |
| 1995 | No Regrets 无悔追踪                   | Feng Kangmei            |      |
| 1996 | Zhanguo Chuanqi 战国传奇              | Hongnu                  |      |
| 1997 | Shang Yang Chuanqi 商鞅传奇           | Du Wa                   |      |
| 1997 | Fengsheng Shuiqi 风生水起             | Gu Ting                 |      |
| 1998 | Da Fating 大法庭                      | Xia Liyan               |      |
| 1998 | The Female Official 女巡撫之闖天關    | Sun Xiaohong            |      |
| 1998 | Qinmi Airen 亲密爱人                  | Bai Tong                |      |
| 1998 | Palace of Desire 大明宫词             | Princess Anle           |      |
| 2000 | Qingchun Chudong 青春出动             | Guan Ping               |      |
| 2000 | Young Justice Bao 少年包青天          | Ling Chuchu             |      |
| 2000 | Smart Kid 機靈小不懂                  | Ying Ziyan              |      |
| 2000 | The Nation Under The Foot 一腳定江山  | Fan Yue'e               |      |
| 2000 | Yiben Wuhui 義本無悔                  | Qin Xue                 |      |
| 2001 | Taiji Prodigy 少年張三丰              | Qin Sirong              |      |
| 2001 | Sky Lover 天空下的緣分                | Tang Wei                |      |
| 2001 | Ye Yatou 野ㄚ頭                       | Ye Yatou                |      |
| 2001 | Zheshan Tanhua 折扇探花               | Sixth Princess          |      |
| 2002 | The Blue Lotus 花样的年华             | Yezi                    |      |
| 2003 | Romancing Hong Kong 动感豪情          | Gao Shuang              |      |
| 2003 | Xianggang Ziyou Xing 香港自由行       | Tour guide              |      |
| 2004 | Changjian Xiangsi 長劍相思            | Fengyi                  |      |
| 2004 | City of Sky 天空之城                  | Xiao Ruoning / Yu Bohan |      |
| 2004 | The Sea's Promise 海的誓言            | Bai Ying                |      |
| 2004 | Strange Tales of Liao Zhai 聊齋之小翠 | Yu Xiaocui              |      |
| 2005 | Eight Heroes 八大豪俠                 | Feng Laiyi              |      |
| 2005 | Huiniang Wanxin 徽娘宛心              | Ye Wanxin               |      |
| 2006 | Zaisheng Yuan 再生緣之孟麗君傳        | Meng Lijun              |      |